# Федерация профессионального бокса России
Федерация профессионального бокса России (ФПБР) — бывшая российская профессиональная боксёрская организация. Президентом организации был бывший боксёр Виктор Петрович Агеев.

## История
Организация занималась санкционированием соревнований по профессиональному боксу в РФ. Де-факто в РФ профессиональный бокс не был признан видом спорта, никогда не был в реестре всероссийских видов спорта и деятельность ФПБР на протяжении 25 лет находилась вне рамок спортивного законодательства РФ. 
В 1994 году признана Европейским боксёрским союзом и Всемирным боксёрским советом.
В 1995 году при участии Федерации профессионального бокса России создана «Паназиатская боксёрская ассоциация». С 2000 года начинается сотрудничество с Всемирной боксёрской организацией.
Федерация профессионального бокса России проводила чемпионат России. Имела несколько региональных отделений в Москве, Санкт-Петербурге, Екатеринбурге, Перми, Новосибирске, Красноярске, Тольятти, Казани и Краснодаре., Воронеже
Каждый член Федерации получал при вступлении удостоверение.
С июля 2017 года ФПБР ликвидирована, а регулировать профессиональный бокс в России, который был зарегистрирован как отдельная дисциплина в реестре Министерства спорта, стала Федерация бокса России.